# Viorel Talapan
Viorel Talapan   (Mihai Viteazu, 25 de febrer de 1972) és un remer romanès, ja retirat, que va competir durant la dècada de 1990.
Durant la seva carrera esportiva va prendre part en tres edicions dels Jocs Olímpics d'Estiu. El 1992, a Barcelona, disputà dues proves del programa de rem. Guanyà la medalla d'or en la prova del quatre amb timoner i la de plata en la del vuit amb timoner. Quatre anys més tard, als Jocs d'Atlanta, fou setè en la prova del vuit amb timoner. El 2000, als Jocs de Sydney, fou sisè en la prova del vuit amb timoner.
En el seu palmarès també destaquen set medalles al Campionat del món de rem, tres d'or, dues de plata i dues de bronze, entre les edicions de 1993 i 1998.